# Catoptrus undulatipes
Catoptrus undulatipes is een krabbensoort uit de familie van de Portunidae. De wetenschappelijke naam van de soort is voor het eerst geldig gepubliceerd in 2006 door Yang, Chen & Tang.